# Primavera silenciosa
Primavera silenciosa (Silent Spring en inglés) es un libro de Rachel Carson publicado el 27 de septiembre de 1962 que advertía de los efectos perjudiciales de los pesticidas en el medio ambiente —especialmente en las aves— y culpaba a la industria química de la creciente contaminación. Algunos científicos lo calificaron de fantasioso, pero para muchas personas se trata del primer libro divulgativo sobre impacto ambiental y se ha convertido en un clásico de la concienciación ecológica.
Se considera que Primavera Silenciosa inspiró la movilización ecologista que consiguió que el Departamento de Agricultura revisara su política sobre pesticidas, que el DDT fuera prohibido por la legislación de los Estados Unidos. y sentó las bases para la creación de la Agencia de Protección Ambiental de los Estados Unidos (EPA).
En 2006, Primavera silenciosa fue considerado uno de los 25 libros de divulgación científica más influyentes de todos los tiempos por los editores de Discover Magazine. En 2015 se lo consideró como uno de los 20 libros más influyentes.

## Ediciones
- Como artículo: Silent Spring apareció inicialmente como serie de tres partes, en los números del 16 de junio, 23 de junio y 30 de junio de 1962 de The New Yorker.
- Como libro: Carson, Rachel (1962). Silent Spring. Boston: Houghton Mifflin.
- Primera edición en español: Carson, Rachel (1964). Primavera silenciosa. Barcelona: Luis de Caralt.[9]
- Última edición española (a mayo de 2014): Carson, Rachel (2013). Primavera silenciosa. Barcelona: Booket. ISBN 978-84-08-11924-1.[9]